# Alice Herz-Sommer
Alice Herz-Sommer (Praag, 26 november 1903 – Londen, 23 februari 2014) was een van oorsprong Oostenrijks-Hongaarse pianiste. Tijdens de Tweede Wereldoorlog zat zij gevangen in het concentratiekamp Theresienstadt.

## Levensloop
Alice Herz werd geboren in Praag.Ze leerde piano spelen dankzij haar oudere zus. In 1931 huwde ze met Leopold Sommer. In 1943 werd ze, als joodse, naar het concentratiekamp in Theresienstadt gestuurd, samen met haar echtgenoot en haar toen zesjarige zoon. Haar man overleed een jaar later, in 1944, in Dachau. In 1949 vestigde ze zich in Israël, waar ze professioneel pianiste was en muziekles gaf. In 1986 verhuisde ze naar Londen. Haar zoon overleed aldaar in 2001. In 2012 verscheen het boek A Century of Wisdom (De pianiste van Theresienstadt), waarin zij haar verhaal uiteenzette. De film "The Lady in Number 6 Music Saved My Life", die gaat over haar leven, werd in 2014 genomineerd voor een Oscar voor Beste Korte Documentaire en won deze ook.
In 2014 overleed de 110-jarige Alice Herz-Sommer in Londen. Ten tijde van haar dood was zij de oudste overlevende van een Holocaust-concentratiekamp.